# Cycais gracilis
Cycais gracilis är en spindelart som beskrevs av Karsch 1879. Cycais gracilis ingår i släktet Cycais och familjen flinkspindlar. Inga underarter finns listade i Catalogue of Life.